# Aida (Oper)

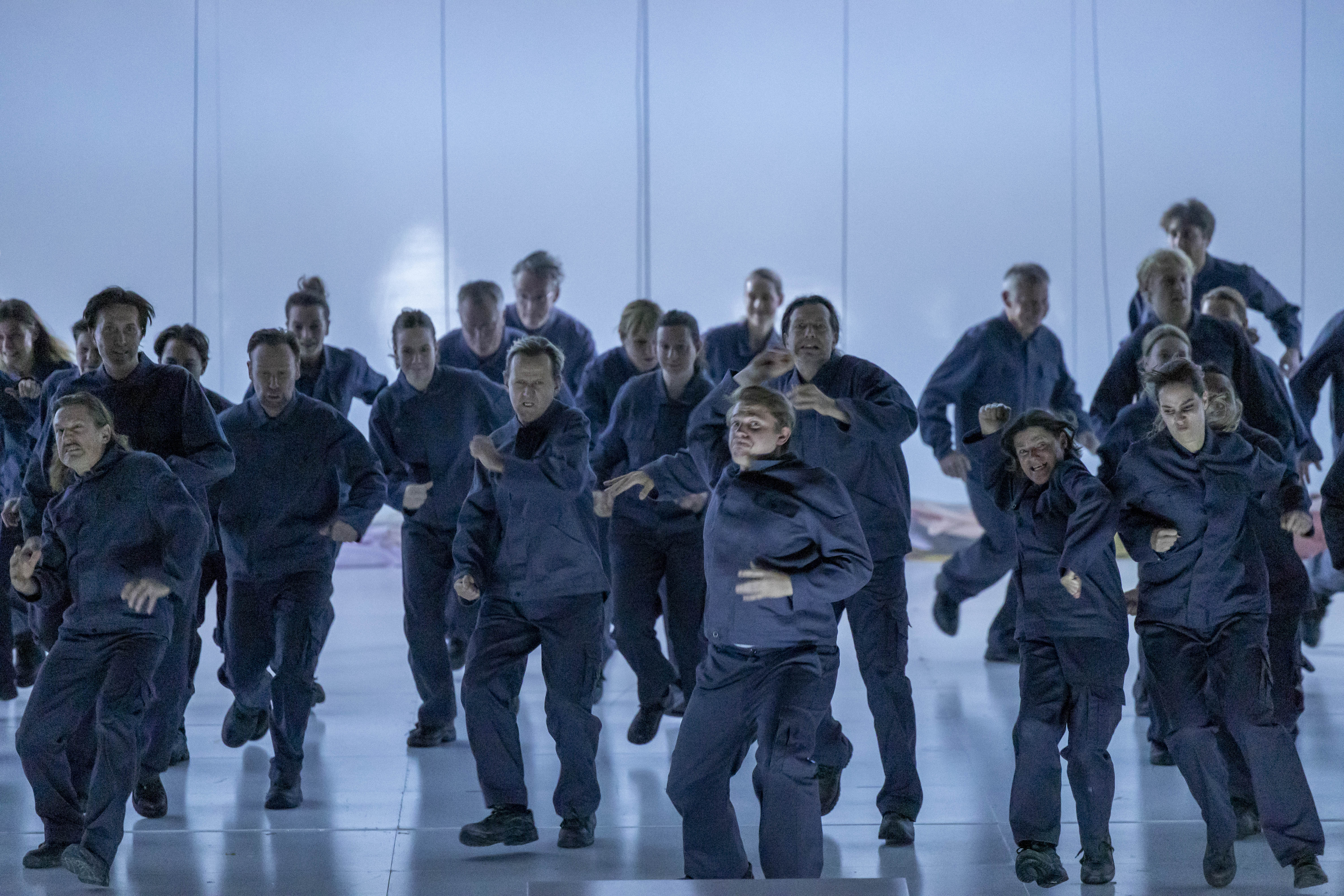
Inszenierung Staatsoper Unter den Linden Berlin (2023)

Aida ist eine Oper in vier Akten von Giuseppe Verdi nach einem Libretto von Antonio Ghislanzoni, verfasst nach einem Szenarium des Ägyptologen Auguste Mariette. Die Uraufführung fand am 24. Dezember 1871 im Khedivial-Opernhaus in Kairo statt.

## Handlung
Schauplatz der Oper ist Ägypten zur Zeit der Pharaonen. Die Titelfigur Aida ist eine äthiopische Königstochter, die nach Ägypten als Geisel verschleppt wurde. Der ägyptische Heerführer Radamès muss sich entscheiden zwischen seiner Liebe zu Aida und seiner Loyalität dem Pharao gegenüber beziehungsweise der Hochzeit mit Amneris, der Tochter des Pharao.

### Erster Akt
Erstes Bild: Saal im Palast des Königs in Memphis
Der Hohepriester Ramfis erzählt dem Hauptmann der Palastwache Radamès, dass die Göttin Isis einen Feldherrn für den bevorstehenden Krieg gegen Äthiopien bestimmt habe und er die Entscheidung nun dem König verkünden wolle. Radamès hofft insgeheim, selbst der Auserwählte zu sein und durch militärische Erfolge die Hand von Aida, einer äthiopischen Sklavin der ägyptischen Königstochter Amneris, gewinnen zu können. Er träumt davon, sie in ihre geliebte Heimat zurückbringen und sie „zur Sonne heben“ zu können. Die in Radamès verliebte Pharaonentochter Amneris versucht im Gespräch herauszufinden, ob er ihre Gefühle erwidert. Als sie eine Änderung in seinem Verhalten bei dem Dazutreten Aidas erkennt, vermutet sie in ihr eine Rivalin und verbirgt ihre Eifersucht hinter geheuchelter Freundlichkeit gegenüber ihrer Sklavin.
Der König tritt mit Ramfis und seinem Hofstaat ein und empfängt einen Boten, der von dem Einfall äthiopischer Truppen unter Führung ihres Königs Amonasro berichtet. Nur Aida weiß, dass sie in Wirklichkeit Amonasros Tochter ist. Der König verkündet Radamès’ Ernennung zum Feldherrn. Er und Ramfis stimmen die Anwesenden auf den Krieg ein. Aida bleibt allein zurück und ist hin- und hergerissen zwischen dem Wunsch, dass ihr geliebter Radamès als Sieger zurückkehrt, und dem Wunsch, dass Äthiopien den Krieg gewinnt. Sie bittet die Götter um Beistand.
Zweites Bild: Im Tempel des Vulkan in Memphis
In einer feierlichen Zeremonie mit religiösen Tänzen überreicht Ramfis Radamès sein Schwert, und gemeinsam mit den Priestern bitten sie den Gott Ptah um den Sieg.

### Zweiter Akt
Erstes Bild: Ein Saal in den Gemächern von Amneris
Das ägyptische Heer hat gesiegt. Amneris entlockt Aida ihr Liebesgeheimnis, indem sie ihr erzählt, Radamès sei in der Schlacht gefallen. Amneris erkennt in Aida ihre Rivalin und befiehlt ihr, sie als Sklavin zum anstehenden Siegesfest zu begleiten.
Zweites Bild: Eines der Stadttore von Theben
Der König von Ägypten empfängt vor den Toren Thebens feierlich Radamès und seine Truppen. Er befiehlt, die im Krieg gefangenen Äthiopier vorzuführen. Einer der Gefangenen ist Amonasro, der äthiopische König und Aidas Vater. Er gibt sich in Theben als Unterführer aus und schildert den angeblichen Tod des äthiopischen Königs. Amonasro wie auch Radamès bitten um die Freilassung der Gefangenen. Der Oberpriester Ramfis und der König können sich diesen Bitten nicht mehr entziehen und lassen die Gefangenen frei. Lediglich Amonasro als Sprecher der Gefangenen und Aida sollen als Geiseln zurückbehalten werden. Als Lohn für seinen erfolgreichen Feldzug soll Radamès auf Wunsch des Königs dessen Tochter Amneris heiraten und nach dessen Tod selbst König von Ägypten werden.

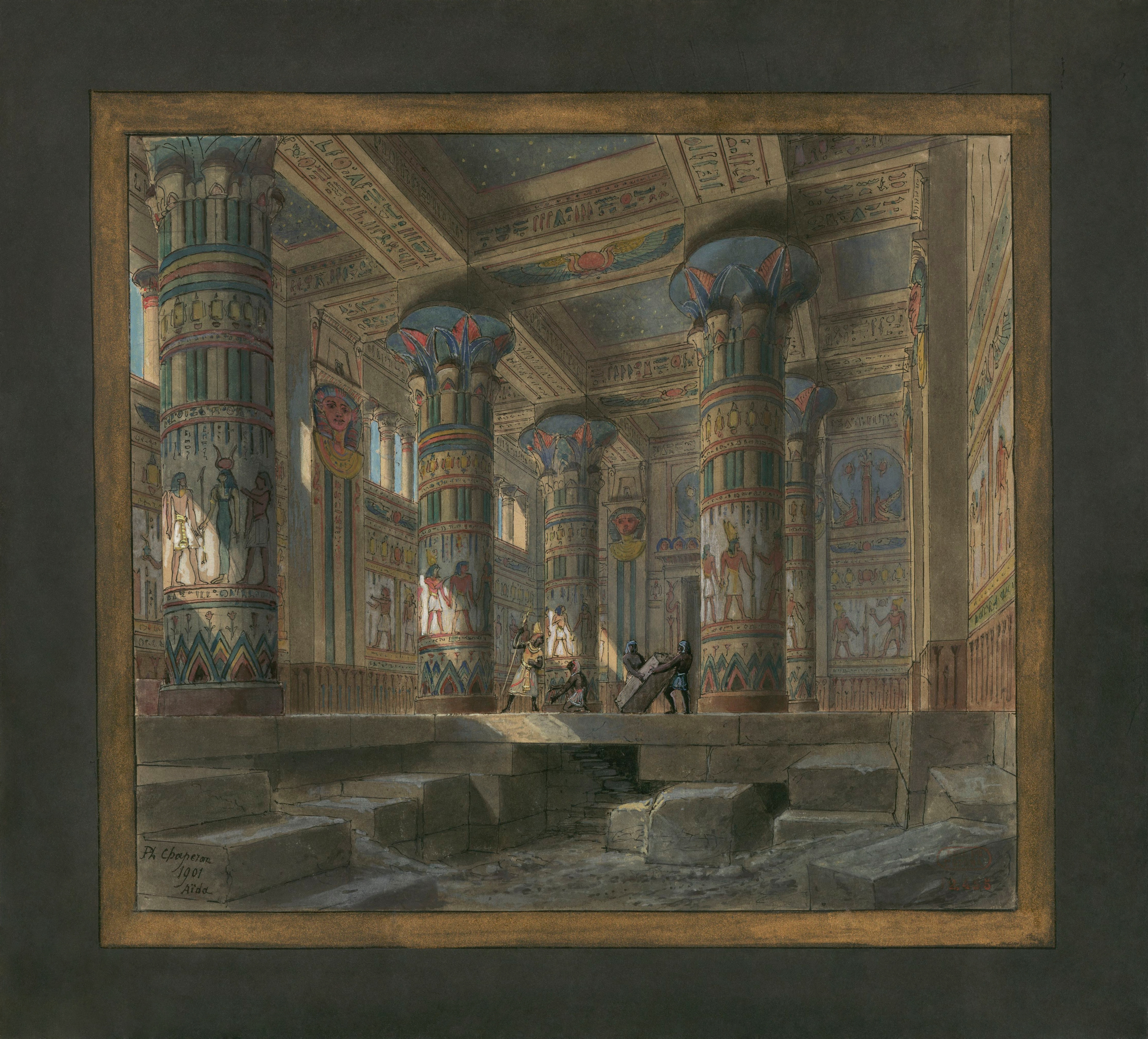
Bühnenbildentwurf von Philippe Chaperon für die zweite Szene des dritten Akts, Kairo 1871

### Dritter Akt
Der Fluss Nil
Es ist Nacht am Nilufer. Im Hintergrund erhebt sich der Isistempel. Ramfis führt Amneris zum Tempel, in welchem sie in der Nacht vor ihrer Hochzeit zur Göttin Isis beten will. Heimlich wartet hier Aida auf Radamès. Doch vorher erscheint ihr Vater. Er will seine Tochter dazu bewegen, Radamès das Geheimnis zu entlocken, welchen Weg die ägyptischen Truppen einschlagen würden, um in Äthiopien einzufallen. Doch obwohl ihr der Vater mit ergreifenden Worten die ferne Heimat in Erinnerung ruft, widersetzt sich ihm die Tochter. Als Amonasro droht, sie zu verstoßen („Du bist nicht meine Tochter, du bist die Sklavin der Pharaonen“), gibt sie schließlich nach. Inzwischen kommt Radamès, und Amonasro muss sich verbergen. Radamès hofft, nach einem weiteren Sieg gegen die wieder rebellierenden Äthiopier den König um eine Heirat mit Aida bitten zu können. Aida macht ihm klar, dass Amneris das nie zulassen würde, und bittet den Geliebten, mit ihr aus Ägypten zu fliehen. Als er zögert, wirft sie ihm vor, sie nicht zu lieben. Radamès willigt daraufhin in die gemeinsame Flucht ein. Vielleicht kenne er einen geheimen Pfad, der von den ägyptischen Truppen nicht bewacht werde. Da nennt ihr Radamès, der nicht ahnt, dass er belauscht wird, nach einigem Zögern die Napataschlucht. Triumphierend tritt nun Amonasro aus seinem Versteck hervor und gibt sich als König der Äthiopier zu erkennen. Radamès erkennt, dass er ungewollt sein Vaterland verraten und sich dadurch entehrt hat. Als sie zu dritt fliehen wollen, tritt Amneris aus dem Tempel hervor und ruft „Verräter!“ („Traditor“). Amonasro stürzt sich auf sie, um sie zu erdolchen, aber Radamès tritt dazwischen und verhindert die Bluttat. Er lehnt es aber ab, mit Aida und ihrem Vater zu fliehen. Dann reicht er dem herbeieilenden Ramfis sein Schwert und lässt sich ohne Widerstand gefangen nehmen. Zwischenzeitlich ist es Amonasro gelungen, mit seiner Tochter Aida zu entkommen.

### Vierter Akt

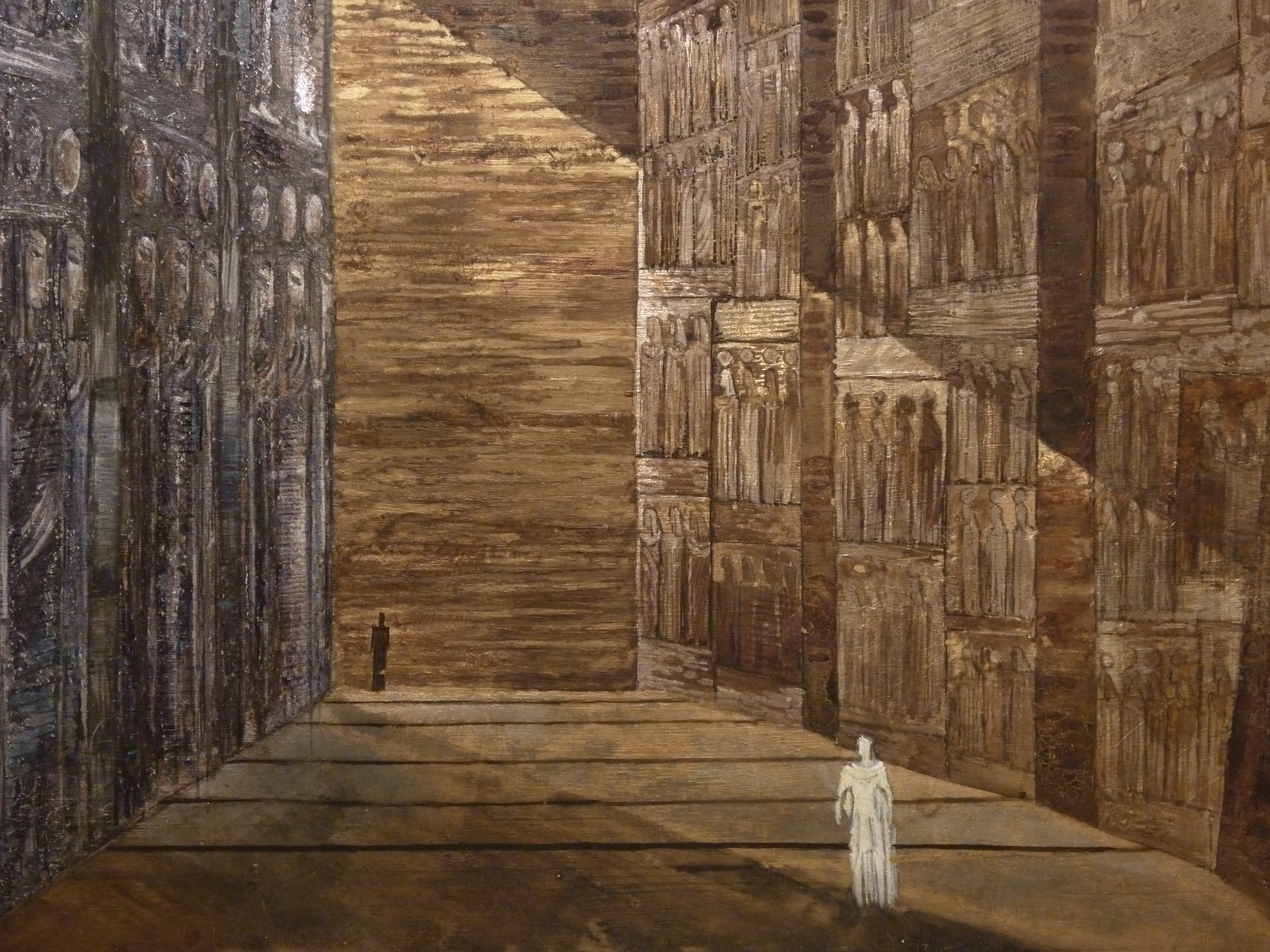
Bühnenbildentwurf von Helmut Jürgens für Aida, Aufführung Nationaltheater München 1963

Erstes Bild: Saal im Palast des Königs, von dem ein Gang in den Gerichtssaal, ein anderer in das Gefängnis, in dem Radamès gefangen gehalten wird, führt
Amneris ist verzweifelt, zwischen Wut, Schmerz und Liebe hin- und hergerissen. Sie möchte Radamès retten und lässt ihn vorführen. Sie beschwört ihn vergeblich, sich vor dem Gericht der Priester zu verteidigen, um sein Leben zu retten. Radamès aber sieht keinen Sinn mehr in einem Leben ohne Aida, die er von Amneris getötet glaubt. Daraufhin berichtet Amneris, dass Amonasro gefallen sei. Aida jedoch habe fliehen können und sei am Leben. Sie verspricht Radamès das Leben, den Thron und ihre Liebe, wenn er auf Aida verzichte. Radamès ist aber zum Tode entschlossen und kehrt in sein unterirdisches Gefängnis zurück. Unsichtbar hört man die Anklage der Priester und vernimmt das dreimalige Schweigen Radamès’. Er wird dazu verurteilt, in den Räumen unter dem Altar der Göttin lebendig begraben zu werden. Amneris bittet die Priester um Gnade und verflucht sie schließlich wegen ihrer Grausamkeit.
Zweites Bild: Unterirdischer Tempel des Vulkan
Während Radamès in einem unterirdischen Gewölbe eingemauert ist, hofft er, dass Aida inzwischen in Äthiopien in Sicherheit sei. Nachdem der Stein die Gruft verschlossen hat, vernimmt Radamès einen Seufzer, sieht einen Schatten und erkennt Aida, die sich bei Tagesanbruch in die Krypta geschlichen hat, um mit ihm, zum Schluss in seinen Armen, zu sterben. Gemeinsam nehmen die beiden Geliebten gelassen und verklärt Abschied von diesem „Tal der Tränen“, während oben im Tempel die Priesterinnen singen und Amneris trauernd zu Isis betet, Radamès’ Seele möge in Frieden Ruhe finden.

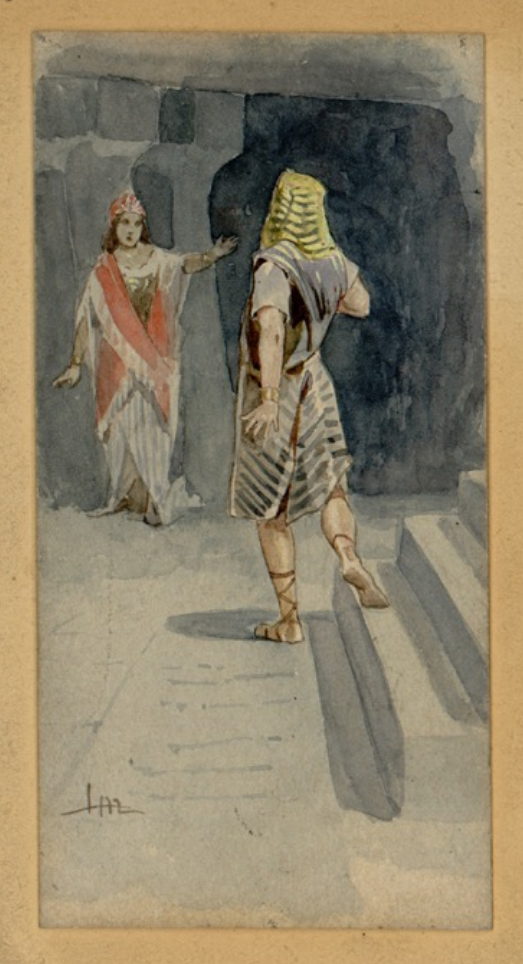
Aquarellzeichnung nach der europäischen Erstaufführung an der Mailänder Scala, 1872: Radamès erblickt Aida im unterirdischen Gewölbe des Tempels

## Instrumentation
Die Orchesterbesetzung der Oper enthält die folgenden Instrumente:
- Holzbläser: drei Flöten (3. auch Piccolo), zwei Oboen, Englischhorn, zwei Klarinetten in A, B und C, Bassklarinette in B (nur im 4. Akt), zwei Fagotte
- Blechbläser: vier Hörner in C, D, Es, F, G, A und B, zwei Trompeten in C, D und Es, drei Posaunen, Cimbasso
- Pauken, Schlagzeug: Große Trommel, Becken, Triangel, Tamtam
- eine Harfe
- Streicher
- Bühnenmusik auf der Szene:
  - sechs „ägyptische Trompeten“ in As und H[4]
  - eine Harfe
  - Banda (Piccoloflöte in Des, 4 Klarinetten (1.–3. in B, 4. in Es), 3 Hörner in Es, Basshörner, 3 Flügelhörner in (1. auch Kornett, 3. Bass), Baritonhorn, 5 Trompeten in Es, 2 Posaunen, kleine und große Trommel)[4]
- Bühnenmusik unterhalb der Szene: vier Trompeten in C, vier Posaunen, Große Trommel[4]

## Werkgeschichte

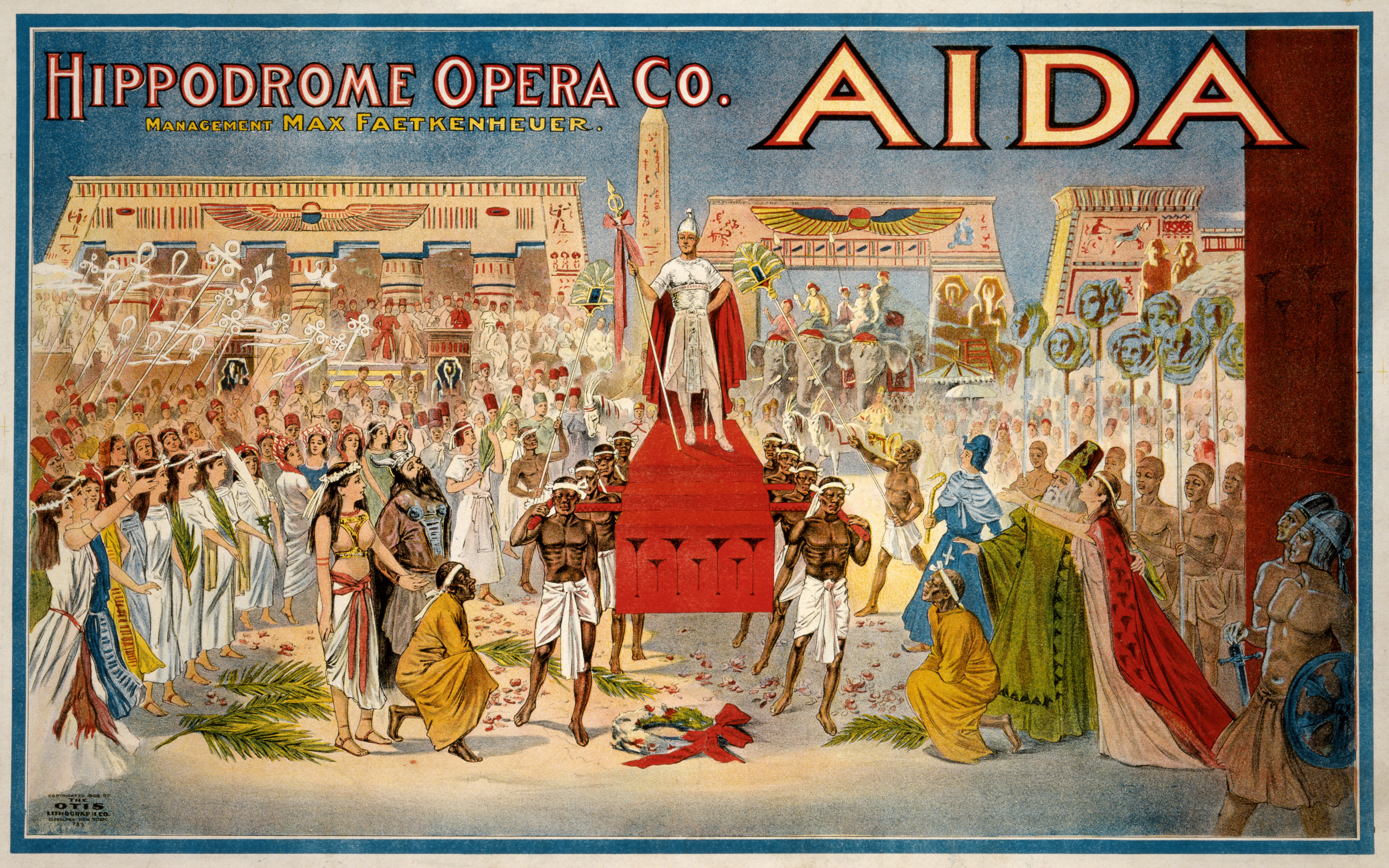
Plakat der Hippodrome Opera Company, Cleveland, 1908

Zum Festakt der Eröffnung des Suezkanals 1869 und zur Eröffnung des neuen Khedivial-Opernhauses in Kairo wurde an Giuseppe Verdi der Auftrag vergeben, eine Hymne zu komponieren. Verdi wurde zwar vom regierenden Khediven Ismail Pascha, der europäisch erzogen worden war, und dessen Operndirektor darum gebeten, lehnte aber mehrfach ab. Daher wurde das Opernhaus mit Verdis Rigoletto eröffnet. Trotzdem wünschte der Khedive die Neukomposition einer Oper „in ausschließlich ägyptischem Stil“ für das neue Theater.
Schließlich verfiel der Gründer der ägyptischen Antikenverwaltung und in Kairo lebende Ägyptologe Auguste Mariette auf eine Idee. Er hatte 1869 das Libretto für eine im Alten Ägypten spielende Oper namens Aida verfasst. Dieses ließ er in mehreren Exemplaren drucken und schickte es an Verdis früheren Librettisten und Manager der Pariser Opéra-Comique, Camille du Locle. Dieser übergab das Libretto mit einer Handlungsskizze als Entwurf eines Opernszenars an Verdi mit dem Wink, dass man, wenn er nicht in das Projekt einsteige, es seinem Konkurrenten Richard Wagner antragen würde. Verdi war danach geneigt, sich mit dem Werk zu beschäftigen. Er hielt das Libretto für geeignet, verhandelte das Honorar und begann mit der Komposition.
Verdi forderte und bekam für die Komposition 150.000 Goldfranken, das bis dahin wohl höchste Honorar für einen Komponisten. Weitere Forderungen erfolgten: Für das Bühnenorchester beim Triumphmarsch wurden von Verdi bei der Firma Pelitti in Mailand gerade Trompeten angefertigt, mit nur einem (Perinet-)Ventil, das den Umfang um einen Ganzton vertiefte. Sie gingen als Aida-Trompeten in die Musikgeschichte ein.
In einem Brief an seinen Freund Giuseppe Piroli schrieb Verdi am 16. Juli 1870:

„Eine Oper für Kairo komponieren!!! Puh! Ich gehe nicht hin, sie zu inszenieren, weil ich fürchten müsste, dort mumifiziert zu werden. Ich muss Euch jedoch sagen, dass der Vertrag noch nicht unterschrieben ist. Aber da meine Bedingungen – und die waren hart – telegrafisch akzeptiert worden sind, kann man ihn für abgeschlossen halten. Wenn mir jemand vor zwei Jahren gesagt hätte, ‚du wirst für Kairo schreiben‘, hätte ich ihn für einen Verrückten gehalten, aber jetzt sehe ich ein, dass ich der Verrückte bin.“

Obwohl Verdi seine Komposition bereits im November 1870 fertiggestellt hatte, konnte die Uraufführung erst am 24. Dezember 1871 in Kairo stattfinden. Grund für die Verzögerung war, dass die Kostüme und Requisiten bei der preußischen Belagerung von Paris im Deutsch-Französischen Krieg (1870–1871) eingeschlossen waren.
Aida gehört zu den erfolgreichsten der großen Opern des 19. Jahrhunderts.

## Sonstiges
Verschiedene Fußballvereine bedienten oder bedienen sich des Triumphmarsches als Einlaufmusik bzw. Torhymne; aktuell beispielsweise Borussia Dortmund und Red Bull Salzburg. Auch bei Trauungen ist der Einzugsmarsch beliebt.
Die 1996 erstmals ausgestrahlte Folge „Aida“ der TV-Reihe Tatort spielt während der Proben und einer Aufführung der Oper.

## Diskographie (Auswahl)
- 1928; Carlo Sabajno; Dusolina Giannini, Irene Minghini-Cattaneo, Aureliano Pertile, Giovanni Inghilleri, Guglielmo Masini, Luigi Manfrini (HMV)
- 1946; Tullio Serafin; Maria Caniglia, Ebe Stignani, Beniamino Gigli, Gino Bechi, Tancredi Pasero; EMI
- 1951; Oliviero De Fabritiis; Maria Callas, Oralia Domínguez, Mario del Monaco, Giuseppe Taddei, Roberto Silva; EMI (live 3. Juli 1951, Mexiko-Stadt)
- 1952; Alberto Erede; Renata Tebaldi, Ebe Stignani, Mario del Monaco, Aldo Protti, Dario Caselli; Decca
- 1955; Tullio Serafin; Maria Callas, Fedora Barbieri, Richard Tucker, Tito Gobbi, Giuseppe Modesti; EMI
- 1956; Ionel Perlea; Zinka Milanov, Fedora Barbieri, Jussi Björling, Leonard Warren, Boris Christow; RCA
- 1959; Herbert von Karajan; Renata Tebaldi, Giulietta Simionato, Carlo Bergonzi, Cornell MacNeil, Arnold van Mill; Decca
- 1960; Georg Solti; Leontyne Price, Rita Gorr, Jon Vickers, Robert Merrill, Giorgio Tozzi; Decca
- 1969; Zubin Mehta; Birgit Nilsson, Grace Bumbry, Franco Corelli, Mario Sereni, Bonaldo Giaiotti; EMI
- 1970; Erich Leinsdorf; Leontyne Price, Grace Bumbry, Plácido Domingo, Sherrill Milnes, Ruggero Raimondi; RCA
- 1971; Ivan Marinov; Yulia Wiener-Chenisheva, Nikola Nikolov, Alexandrina Milcheva, Nikolai Smochevski, Nikola Ghiuselev; Balkanton
- 1973; Riccardo Muti; Gwyneth Jones, Viorica Cortez, Plácido Domingo, Eugene Holmes, Bonaldo Giaiotti; BellaVoce
- 1974; Riccardo Muti; Montserrat Caballé, Fiorenza Cossotto, Plácido Domingo, Piero Cappuccilli, Nicolai Ghiaurov; EMI
- 1979; Herbert von Karajan; Mirella Freni, Agnes Baltsa, José Carreras, Piero Cappuccilli, Ruggero Raimondi; EMI
- 1983; Claudio Abbado; Katia Ricciarelli, Jelena Obraszowa, Placido Domingo, Leo Nucci, Nicolaj Gjaurow; Deutsche Grammophon
- 1989; Lorin Maazel; Maria Chiara, Ghena Dimitrova, Luciano Pavarotti, Leo Nucci, Paata Burtschuladse; Decca
- 1991; James Levine; Aprile Millo, Dolora Zajick, Plácido Domingo, James Morris, Samuel Ramey; Sony
- 2001; Nikolaus Harnoncourt; Cristina Gallardo-Domâs, Olga Borodina, Vincenzo La Scola, Thomas Hampson, Matti Salminen; Teldec
- 2015; Antonio Pappano, Orchestra e Coro dell’Accademia Nazionale di Santa Cecilia; Anja Harteros, Jonas Kaufmann, Jekaterina Sementschuk, Ludovic Tézier; Warner